# Stefano Locatelli
Stefano Locatelli (* 26. Februar 1989 in Berbenno, Lombardei) ist ein ehemaliger italienischer Straßenradrennfahrer.

## Sportliche Laufbahn
2007 gewann Stefano Locatelli das Eintagesrennen Memorial Davide Fardelli und 2009 den Gran Premio Palio del Recioto. Im Jahr darauf wurde er Zweiter bei den italienischen U23-Meisterschaften im Straßenrennen. Im Jahr 2011 wurde er Sechster des Nachwuchs-Etappenrennens Giro Ciclistico d’Italia. Zur Saison 2012 schloss er sich dem Professional Continental Team Colnago-CSF Inox an, für das er zweimal den Giro d’Italia bestritt und diese Rundfahrt im Jahr 2013 als 102. beendete. Locatelli, der als Bergfahrer galt, beendete seine Radsportkarriere Ende 2014 aus gesundheitlichen Gründen.

## Erfolge
2007
- Memorial Davide Fardelli

2009
- Gran Premio Palio del Recioto

## Grand Tours-Platzierungen
| Grand Tour            | 2012 | 2013 |
| --------------------- | ---- | ---- |
| Giro d’ItaliaGiro     | DNF  | 102  |
| Tour de FranceTour    | –    | –    |
| Vuelta a EspañaVuelta | –    | –    |